# Río Erebato
Le río Erebato est un cours d'eau de l'État de Bolivar au Venezuela. Long de 520 km, il naît dans le tepuy du Cerro Jaua, au sud du Venezuela, et coule jusqu'à sa confluence avec le río Caura.

## Peuplement
L'ethnie Yecuana, du groupe des Kali'nas, vit dans ce bassin fluvial. Humboldt signale vers 1800 qu'ils se déplacent du río Manapiare au río Ventuari.
Le gouvernement espagnol bâtit une série de 19 places fortes avec deux soldats chacune entre La Esmeralda et cette rivière jusqu'à ce que les Indiens attaquent et détruisent ces fortifications en 1776.
La plus grande ville sur ses rives est Santa Maria de Erebato, une ville mission. Cette région a tenté de développer la culture du café, mais sans doute avec peu de succès, étant donné les grandes distances de déplacement par la rivière pour vendre la production et la faible population de la région.